# Baltasar de Alcázar
Baltasar de Alcázar (Siviglia, 1530 – Ronda, 16 febbraio 1606) è stato un poeta spagnolo, attivo durante il Siglo de Oro.

## Biografia
Era il sesto figlio di Don Luis Alcazar, consigliere comunale di Siviglia. Ricoprì diverse cariche amministrative e militari, come all'inizio quando si arruolò come soldato nelle galere di Don Alvaro de Bazan, primo marchese di Santa Cruz. Per un certo periodo fu fatto prigioniero dai francesi, che lo liberarono dopo poco tempo. Lavorò anche nella guarnigione militare del castello di Jaén, periodo durante il quale scrisse diverse poesie. Nel 1565, anno in cui si sposò, il duca di Alcalà, Don Fernando Enríquez de Ribera, lo nominò alcalde del castello e della città di Los Molares.
Nel 1583 tornò a Siviglia, dove divenne amministratore del conte di Gelves. Già anziano, se ne andò poi a Ronda a vivere con una delle sue figlie, dove si ammalò di nefrolitiasi e di gotta, morendo nel 1606 senza aver pubblicato nessuna delle sue poesie. Queste sono conservate su un singolo manoscritto, ora perduto, redatto dall'amico pittore Francisco Pacheco, colui che dipinse l'unico ritratto conosciuto di de Alcázar.

## Opere
Appartenente alla scuola poetica di Siviglia, rappresenta uno dei poetici lirico-manieristi più importanti della Spagna del Siglo de Oro di Filippo II.
Amico di Gutierre de Cetina, si Ispirava a Orazio e a Marziale e i suoi versi presentavano in tono satirico e giocoso alcuni difetti umani di alcuni personaggi dell'epoca.
Tra le sue opere più importanti si ricordano "Cena joocosa", "A un giboso", "A una vieja" ed il simpatico dialogo tra "El galán y Eco" nonché alcune liriche d'amore e religiose.
Baltasar rappresentò una folata di serenità e di buon umore nella grave cultura spagnola degli ultimi anni del XVI secolo.